# Segodunum (Germània)
|  | Per a altres significats, vegeu «Segodunum». |

Segodunum  (en grec antic Σεγόδουνον) era una ciutat del sud de Germània que menciona Claudi Ptolemeu. Estava situada probablement en territori dels hermandurs, tot i que el nom és d'origen celta, i correspondria a la moderna Würzburg.